# Germania Geistenbeck
Der FC Germania 07 Geistenbeck ist ein Fußballverein aus Mönchengladbach. Ansässig ist der 1907 gegründete Verein im gleichnamigen Stadtteil Geistenbeck zwischen Odenkirchen und Rheydt.

## Geschichte

### Die ersten Jahre – vor dem Zweiten Weltkrieg
Im April 1907 entstand der Verein Germania Geistenbeck. Die „Grundsteinlegung“ fand in der Kneipe Thörel statt. Die Gründung folgte auf den Wunsch vieler junger Menschen mit dem Argument, lieber in einem vernünftig organisierten Verband zu spielen, anstatt gelegentliche Spiele gegen andere Thekenmannschaften zu absolvieren.
Sieben Jahre nach der Gründung und lediglich einigen Freundschaftsspielen u. a. gegen Hohenzollern, Borussia Odenkirchen und Rheinland Bell, stand 1914 das Spiel zur Aufnahme in den Westdeutschen Spiel-Verband gegen den Stadtklub Odenkirchen an. Das Spiel wurde 5:2 gewonnen. 1926/27 war dann das bis dato erfolgreichste Jahr des noch relativ jungen Vereins. Neben der Meisterschaft in der Bezirksklasse wurde außerdem die Odenkirchener Stadtmeisterschaft gefeiert.

### Nach dem Zweiten Weltkrieg – ein ständiges Auf und Ab
Die Zeit nach dem Zweiten Weltkrieg begann für den FC Germania Geistenbeck recht erfolgreich. 1949 feierte man den Aufstieg in die drittklassige Amateurliga Niederrhein, aus der man jedoch 1951 als Drittletzter wieder in die Bezirksklasse abstieg. Mitte der 1950er ging es wieder aufwärts, bezeichnend hierfür war die einmalige Rückkehr in die Niederrheinliga 1954/55 sowie der Stadtmeistertitel 1955.
1956 konnte der Verein wieder die Meisterschaft in der Bezirksklasse feiern und stieg in die Landesliga auf, in der die Germania sieben lange Jahre mehr oder weniger erfolgreich spielte. Ebenso konnte man in diesem Jahr wiederum den Stadtmeistertitel feiern. Nachdem es dann 1963 wieder in die Bezirksklasse gegangen war, gab es 1969 nicht nur den Aufstieg der 1. Mannschaft in die Landesliga zu feiern. Die zweite Mannschaft nahm ihren Platz in der Bezirksklasse ein. 1966 gewann der Verein einen Stadtmeistertitel.
In der Landesliga konnte sich der Verein nur ein Jahr (bis 1970) halten, um dann 1978 wiederum dorthin aufzusteigen. Das entscheidende Spiel wurde damals mit 2:1 gegen SG Holzheim gewonnen. Nach dem bis dato letzten Stadtmeisterschaftsgewinn 1981 folgte die Mannschaft dem bisherigen Lebenslauf und stieg 1983/84 wieder ab. Der sofortige Wiederaufstieg wurde nach einer Spielzeit ohne Niederlage gefeiert. Nach 25 von 30 Spielen stand der Verein als Meister und Aufsteiger fest – der erneute Abstieg erfolgte 1988.

### Die 1990er und die Anfänge des neuen Jahrtausends
Von diesem Abstieg hat sich der Verein bis heute nicht erholt. Nach neuerlichem Abstieg in die Kreisliga A und baldigem Wiederaufstieg in die Bezirksklasse (1998) stieg der Verein wieder ab und spielte nur noch in der Kreisliga A, in der jedes Jahr vergeblich der Aufstieg angepeilt wurde. 2016 folgte der Abstieg in die Kreisliga B.

## Persönlichkeiten
- Hans-Günther Plücken (Spielertrainer 1983/84, ehemaliger Bundesligaspieler)
- Bekim Kastrati (Fußballprofi, ehemaliger Jugendspieler)

## Sportanlage
Der FC Germania 07 Geistenbeck trägt seine Heimspiele auf der Bezirkssportanlage Stapper Weg aus. Zuletzt musste die Anlage bis 2008 mit Rot-Weiß Taunus geteilt werden. Diesen Verein gibt es nicht mehr und somit wird die Anlage mit dem Verein Turanspor geteilt.
Gespielt wird wahlweise auf dem großen Rasenplatz oder auf dem Ascheplatz. Über zugelassene Zuschauerzahlen ist nichts bekannt. Weit über 1.000 sind aber möglich.